# Zen Ishikawa
Zen Ishikawa (石川 禅, Ishikawa Zen), né le 22 juin 1964 dans la préfecture de Niigata, est un acteur et chanteur japonais spécialisé dans les comédies musicales. Il est également seiyū.

## Biographie
Zen Ishikawa commence à s'intéresser au théâtre au lycée, lorsque sa sœur aînée l'emmène au Théâtre Parco (Shibuya) : il assiste alors à sa première pièce, portée par l'acteur Masachika Ichimura (en). En août 1981, à 17 ans, il découvre sa première comédie musicale au Théâtre Shinjuku Koma de Tokyo, Peter Pan.
Après ses études secondaires, il intègre le département de théâtre de l'Université des beaux-arts Tama dont il sort diplômé. Il rêve alors de devenir seiyū, fasciné par le travail des comédiens de doublage sur l'anime Yamato ; il renonce à cette ambition face à la pression de ses camarades de classe, lesquels ne jurent que par le théâtre classique.
Ishikawa intègre alors l'Institut de recherche du théâtre Bungakuza (Shinanomachi, Shinjuku) puis l'Institut de recherche Gekidan Seinenza (Tomigaya, Shibuya). Courant avril 1988, il est embauché comme membre junior au sein de la compagnie théâtrale Seinenza, où il commence sa carrière d'acteur. En janvier 1990, il est promu membre titulaire.
Si sa carrière de comédien semble toute tracée, sa performance encensée dans Miss Saigon lui ouvre pourtant les portes d'un autre domaine : la comédie musicale. Dès 1992, il est particulièrement demandé par les productions. Ishikawa découvre alors un nouvel art : « Chanter est vraiment incroyable. C'est un moyen de libérer ses émotions. Même si je suis inquiet lors de la préparation d'un rôle, dès que j'entonne un air en répétition, je me sens revigoré et à l'aise ».
En 1995, alors qu'il s'illustre dans une mouture nippone de Carousel montée au Théâtre Impérial, un producteur du département doublage de Sony Pictures le remarque et lui propose de s'essayer au doublage. La même année, il fait ainsi ses premiers pas en tant que seiyū sur Desperado de Robert Rodriguez, où il prête sa voix à Carlos Gómez.
L'année suivante, il assure la voix parlée et chantée de Dimitri dans Anastasia.
Dès 1997, il est à l'affiche de la comédie musicale culte Les Misérables où il campe le jeune premier Marius Pontmercy. Le rôle lui apporte un franc succès et de nombreux fans. C'est sur Les Misérables que, de son propre aveu, il apprend l'humilité à la suite de la remarque cinglante de l'une de ses co-stars, laquelle lui reproche son attitude immature. Dès lors, il garde en tête qu'il défend un projet commun, où la pièce et la troupe priment sur la performance individuelle. Il définit Marius comme l'élément catalyseur de sa carrière.
Courant 2004, Elisabeth marque une autre étape majeure dans sa carrière. Pour la première fois, poussé par le metteur en scène Shūichirō Koike, il s'astreint à des cours de chant afin de camper au mieux l'Empereur François-Joseph Ier : il découvre alors un « chemin plus profond vers le chant » .
En 2005, il est à l'affiche de Peter Pan, l'œuvre via laquelle il avait découvert les comédies musicales vingt-quatre ans plus tôt. Il y joue le double rôle du Capitaine Crochet et de M. Darling.
Depuis 2009, Ishikawa est l'interprète en titre du vieil Abronsius dans Le Bal des vampires : il campe sur cinq montures différentes le Professeur farfelu et érudit du jeune Alfred (interprété successivement par Kenji Urai, Ikusaburō Yamazaki ou Genki Hirakata), bien décidé à affronter le Comte von Krolock (Yūichirō Yamaguchi / Yū Shirota).
En 2015, le dramaturge John Caird (en) le sollicite personnellement lorsqu'il met en scène La Nuit des Rois. Malgré les réticences d'Ishikawa qui juge le texte trop difficile, Caird insiste et parvient à le convaincre de s'illustrer dans la pièce shakespearienne.
En 2020 et 2023, il renoue avec l'univers d'Anastasia, cette fois pour la comédie musicale dérivée, où il joue Vlad, le complice bienveillant de Dimitri.
Courant 2023, il est aussi à l'affiche de l'adaptation japonaise du Roi Arthur où il interprète Merlin.

## Performances scéniques partielles
- 1998 : Sa majesté des mouches : Stanley
- 1998 : L'histoire de la Schubertiade : Johann
- 1989 : Legend of the Warriors : Tobe Toshitake
- 1990 : Yotsuya kaidan : Oogi, l'assistant du maire Ban
- 1992 - 1993 : Miss Saigon : Capitaine Schultz, etc.
- 1994 : Les Misérables : Feuilly
- 1995 - 1996 : Carousel : Billy Bigelow
- 1997 - 1998 : Annie Get your Gun : Frank Butler
- 1997 - 1998 / 1999 / 2005 / 2007 / 2011 : Les Misérables : Marius Pontmercy
- 1998 : Moulin Rouge : Jesse Muranaka
- 1999 : Dracula : Jonathan
- 1999 : Company : Peter
- 2000 : Le Magicien d'Oz : Le Lion
- 2001 : L'Opéra de quat'sous : Robert la Scie
- 2001 / 2003 : Jekyll & Hyde : Simon Stride
- 2004 - 2005 /  2006 / 2009 - 2010 / : Elisabeth : l'Empereur François-Joseph Ier
- 2005 / 2006 : Peter Pan : le Capitaine Crochet, M. Darling
- 2005 / 2016 : Jekyll & Hyde : John Utterson
- 2006 - 2007 : Marie-Antoinette : Louis XVI
- 2007 / 2009 / 2011 : Les Misérables : Javert
- 2007 : The Woman in White : Sir Percival Glyde
- 2008 / 2010 / 2018 - 2019 : Rebecca : Frank Crowley
- 2009 / 2011 - 2012 / 2016 / 2019 - 2020 / 2025 : Le Bal des vampires : Professeur Abronsius
- 2009 - 2010 : The Pirate Queen : Lord Vingham
- 2011 : Orange mécanique : Pasteur
- 2011 / 2013 : Roméo et Juliette : Lord Capulet
- 2012 / 2014 : Alice au pays des merveilles : Jack / Le Chevalier blanc
- 2013 : The Count of Monte-Cristo : Villefort
- 2014 / 2017 : Lady Bess : Stephen Gardiner
- 2015 : La Nuit des Rois : Sir Andrew Aguecheek
- 2015 - 2016 : La visite de la vieille dame : Klaus Brandstätter
- 2016 - 2017 : Sister Act : Curtis Jackson
- 2017 / 2021 : Parade : Hugh Dorsey
- 2018 : Sur la route de Madison : Bud
- 2018 : Cyrano de Bergerac : Ragnot
- 2018 : Titanic : Ismay
- 2019 / 2022 : The Man Who Laughs : Phedro
- 2020 / 2023 : Anastasia : Vlad
- 2021 : Love Letters : Andrew Makepeace Ladd III
- 2021 / 2025 : Everybody's Talking About Jamie : Hugo Battersby / Loco Chanelle
- 2022 : Hairspray : Wilbur
- 2023 : Le Roi Arthur : Merlin
- 2024 : Come from Away : Nick
- 2024 : History Boys : Hector
- 2024 : Newsies : Pulitzer
- 2025 : Misaeng : Directeur général Choi Yong-hoo
- 2025 - 2026 : Something Rotten! : Nostradamus

## Filmographie partielle

### Doublage

#### Films live
Les dates indiquées ici sont les dates de diffusion japonaises.
- 1995 : Desperado :  le bras droit (Carlos Gómez)
- 1996 : Petits Meurtres entre amis : David (Christopher Eccleston)
- 1996 : À l'épreuve du feu : Sergent Steven Altameyer (Seth Gilliam)
- 1996 : James et la grosse pêche : Le père de James (Steven Culp)
- 1996 : Disjoncté : Rick (Jack Black)
- 1996 : Risque maximum : Davis Hartley (Frank Van Keeken)
- 1997 : Coup de foudre et Conséquences : Alex Whitman (Matthew Perry)
- 1998 : Comportements troublants : Steve (James Marsden)
- 1999 : Les Misérables : Marius Pontmercy (Hans Matheson)
- 1999 : La Ligne rouge : Soldat Witt (Jim Caviezel)
- 1999 : À tout jamais, une histoire de Cendrillon : Prince Henry (Dougray Scott)
- 1999 : Contre-jour : Brian (Tom Everett Scott)
- 1999 : West Side Story : Tony (Richard Beymer)
- 2000 : Elmo au pays des grincheux : Huxley (Mandy Patinkin ; voix parlée et chantée)
- 2000 : Orfeu : Orfeu (Tony Garrido)
- 2000 : The Dancer : Isaac (Rodney Eastman)
- 2000 : Broadway, 39e rue : Nelson Rockefeller (John Cusack)
- 2001 : Almost Famous : Russell Hammond (Billy Crudup)
- 2002 : One Fine Spring Day : Lee Sang-woo (Yu Ji-tae)
- 2002 : Charlotte Gray : Julian (Billy Crudup)
- 2004 : Le Gardien du manuscrit sacré : Kar (Seann William Scott)
- 2004 : Spider-Man 2 : John Jameson (Daniel Gillies)
- 2005 : Les Quatre Fantastiques : Red Richards / Mr. Fantastique (Ioan Gruffudd)
- 2006 : Les Chevaliers du ciel : Capitaine Antoine « Walk'n » Marchelli (Benoît Magimel)
- 2007 : Les Quatre Fantastiques et le Surfer d'Argent : Red Richards / Mr. Fantastique (Ioan Gruffudd)
- 2011 : Les Voyages de Gulliver : Général Edward (Chris O'Dowd)
- 2013 : Butch Cassidy et le Kid : Butch Cassidy (Paul Newman)
- 2013 : Sissi : Naissance d'une impératrice : François-Joseph Ier (David Rott)
- 2015 : Exodus : Gods and Kings : Hegep (Ben Mendelsohn)
- 2022 : Perdus dans l'Arctique : Ejnar Mikkelsen (Nikolaj Coster-Waldau)

#### Animation
- 1996 : Anastasia : Dimitri (voix parlée et chantée)
- 1996 : Toyland : Le Pays des jouets : Tom Piper
- 1997 : Détective Conan, épisode 45 : Takeo Izumi
- 1998 : Le Cygne et la Princesse 3 : Arthur (voix chantée)